# Philippe de l'Espinoy
Philippe de l'Espinoy (circa 1552 - Gent 1633) was een Zuid-Nederlandse militair en historicus. Zijn adellijke titels waren burggraaf van Terwaan en heer van Sint-Ulriks-Kapelle. Hij was zowel poorter van de stad Brussel als van de stad Gent.

## Militair
De geboorteplaats van Espinoy is onbekend. Zijn vader was Charles de l'Espinoy, raadsheer van het graafschap Vlaanderen in Gent en burggraaf van Terwaan. Zijn moeder was Marguerite Longine via haar kwam de heerlijkheid Sint-Ulriks-Kapelle in de familie. Jarenlang was hij infanterist in de Spaanse troepen van koning Filips II. Op het einde van zijn militaire carrière was hij kapitein van het Waals regiment der Spaanse infanteristen. Vermoedelijk was hij tussen 40 à 50 jaar toen hij zich terugtrok uit het leger (tussen 1590 en 1600).

## Edelman
In 1589 werd hij, als heer van Sint-Ulriks-Kapelle, lid van het geslacht Steenweeghs, een van de 7 geslachten van de stad Brussel. In 1592 stierf zijn vader en werd hij burggraaf van Terwaan. In hetzelfde jaar kocht hij alle rechten op van het dorp Sint-Ulriks-Kapelle, wat hem later nog financiële kopzorgen zou bezorgen. Zijn wapenspreuk was Aerumnae meae spinae, ofwel de doorns van mijn ellende. Dit is niet alleen een woordspeling op zijn familienaam maar ook realiteit voor hem: zowel financiële als familiale zorgen had hij.
Hij was gehuwd met Cornélie de Norman, dochter van de heer van Sint-Aldegonde en van Okselare, Philippe de Norman. Het koppel had vier volwassen kinderen doch geen kleinkinderen. Hun zoon Charles en schoonzoon Jan Baptist van der Noot sneuvelden in het Spaanse leger bij het beleg van de stad Vercelli (1616).

## Historicus en Gentenaar
Als ex-militair vestigde hij zich met zijn familie op het kasteeldomein van Sint-Ulriks-Kapelle, en dit tot 1617. Hij wijdde zich aan geschiedschrijving, met een voorliefde voor de genealogie en de heraldiek van adellijke geslachten. Hij kopieerde akten en becommentarieerde ze in historische context.
In 1617 diende hij het domein te verkopen aan zijn neef Theodore de Fourneau de Cruyckenbourg. Waarschijnlijk was het kasteel van Kapelle in vervallen staat. Na de verkoop ontspon zich een ganse discussie met het dorp om de gebeenten van zijn moeder en zijn voorouders in de kerk te bewaren en de graven niet uit te kappen.

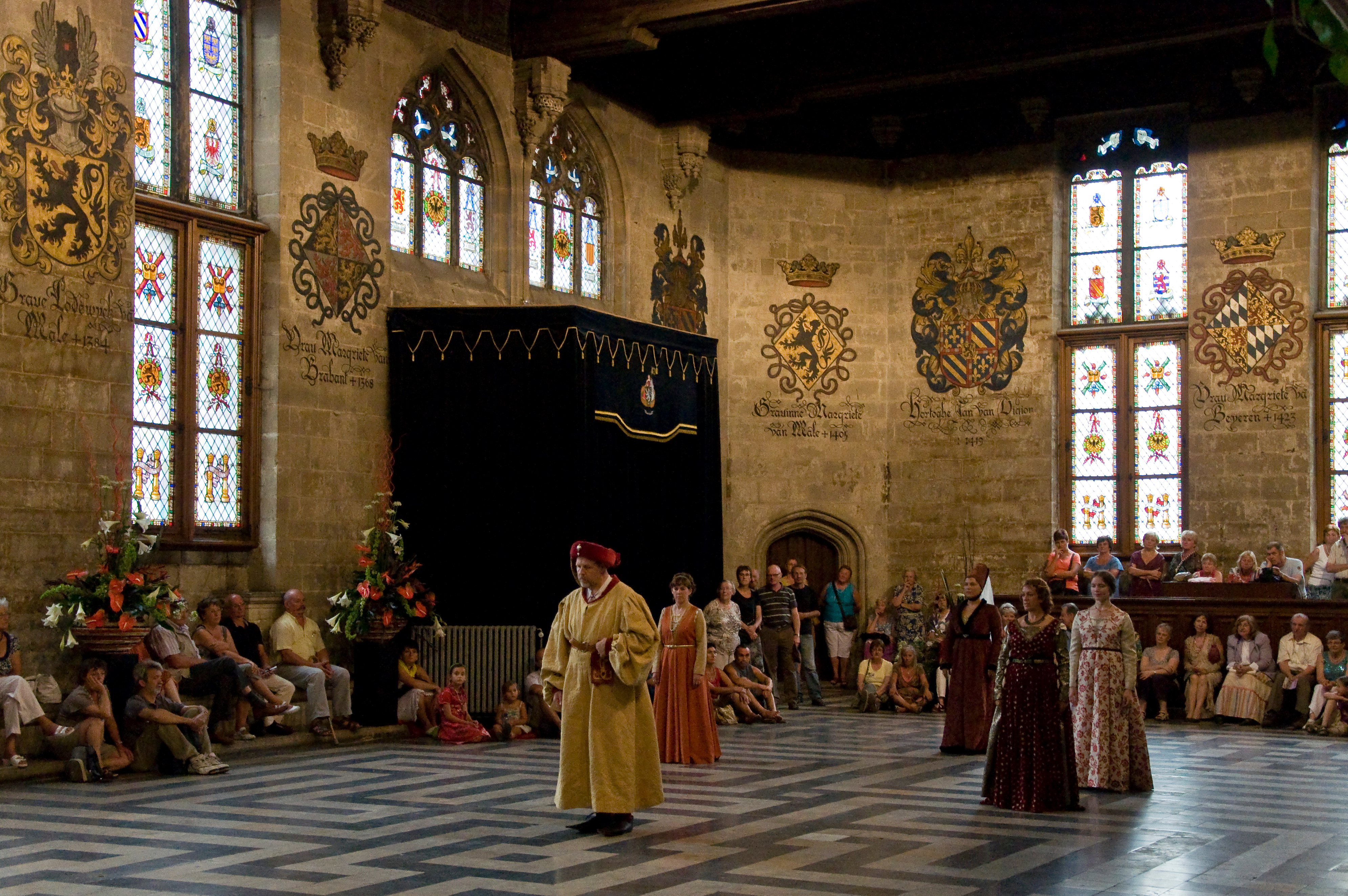
stadhuis van Gent

Espinoy vestigde zich met zijn kinderen in Gent (1617). Een jaar later, op 18 mei 1618, werd hij poorter van Gent met alle vrijheden van dien. Espinoy werd lid van het stadsbestuur als een schepen van Gedele; dit betekende dat hij zich bezig hield met erfenissen, afstamming en voogdij. Na dit mandaat kreeg Espinoy de opdracht van de stad Gent om de geschiedenis van het graafschap Vlaanderen met zijn edelen te boek te stellen. Dit historisch werk werd zijn meesterstuk. Het geraakte pas klaar en gedrukt in 1631. De titel luidde: Recherche des Antiqvitez et Noblesse de Flandres, contenant l'histoire généalogique des comtes de Flandres, avec une description curieuse dudit pays. La suite des gouverneurs de Flandres, des grands baillys et maîtres et autres principiers des villes. Un recueil des nobles et riches châtellenies de ville... la police qui y at esté observée en la conduite et gouvernement de l'Estat et villes. Dit werk bevatte meer dan duizend wapenschilden, tot in het detail beschreven. Hij droeg het werk op aan Isabella, vorstin der Spaanse Nederlanden. In de 20e eeuw zou de Gentse historicus Victor Fris erop wijzen dat Espinoy al te gemakkelijk toegaf aan Gentse notabelen om een adellijke afkomst te verzinnen. Niettemin blijft het een omvangrijk standaardwerk uit de 17e eeuw over de geschiedenis van het graafschap Vlaanderen.

## Graf
Het koppel Espinoy is begraven, zoals ze wensten, in de kerk van Sint-Ulriks-Kapelle. De grafsteen is uit het koor verwijderd en bevindt nu zich aan de noordelijke buitenzijde van het voorportaal van de kerk.  Hij is zo goed als onleesbaar geworden.
- International Standard Name Identifier: 0000 0003 9743 1570
- Nederlandse Thesaurus van Auteursnamen: 088005097
- Virtual International Authority File: 20021082
- WorldCat: E39PBJvhqk9w4jHTDbRpXGQQbd